# Маргинална уметност
Маргинална уметност (фр. Art brut, енгл. Outsider Art) је назив за уметничка дела која су настала у круговима психички оболелих или других личности са друштвених маргина, а ван званичних уметничких институција. Овај израз је први поменуо француски уметник Жан Дибифе. У англосаксонској култури тај појам обухвата самоуке и наивне уметнике.
Доктор Валтер Моргенталер је 1921. објавио дело „Психички болесник као уметник“ (Ein Geisteskranker als Künstler). Ово дело се базирало на случају Адолфа Велфлија, психотичног болесника кога је лечио. Велфли се спонтано определио за цртање и створио 45 томова цртежа којима је описао своју животну причу. Ово дело има 25.000 страница, 1.600 илустрација и 1.500 колажа.
Жан Дибифе је инспирисан овом књигом почео да сакупља уметничка дела психички оболелих. Његова збирка носи име „Колекција сирове уметности“ (Collection de l'Art brut) и данас се налази у Лозани. Касније му се у сакупљању придружио Андре Бретон. Дибифе је сматрао да доминантна култура гуши сваки нов продор у уметности, и да је тако лишава енергије. Резултат је гушење уметничког израза. Сирова уметност је његово решење овог проблема. Само она је имуна на утицаје културе и не може бити асимилирана, јер сами уметници не могу или не желе да се асимилују.
Оваква схватања су почетком 20. века довела до настанка алтернативних уметничких покрета: кубизма, дадаизма, конструктивизма, и футуризма. Сви они су тежили да се драстично дистанцирају од традиционалне уметности. Марсел Дишан је тако фаворизовао случајност у уметности, а Пабло Пикасо је тражио инспирацију у уметности примитивних друштава и дечјим цртежима.
Термин маргинална уметност скован је 1972. године као наслов књиге критичара уметнисти Роџера Кардинала. То је енглески еквивалент за арт брут (Француски: , „сирова уметност“ или „груба уметност“), етикету коју је 1940-их створио француски уметник Жан Дибифе да би описао уметност створену изван граница званичне културе. Дибифе се посебно фокусирао на уметност оних који су изван етаблиране уметничке сцене, користећи као пример пацијенте психијатријских болница, пустињаке и спиритуалисте.
Маргинална уметност се појавила као успешна категорија уметничког маркетинга; у Њујорку се од 1993. одржава годишњи Сајам маргиналне уметности, а постоје најмање два редовно објављена часописа посвећена овој теми. Овај термин се понекад погрешно примењује као свеобухватна маркетиншка ознака за уметност коју стварају људи који су изван главног тока „света уметности“ или „система уметничких галерија“, без обзира на њихове околности или садржај њиховог рада. Специфичнији израз, „маргинална музика“, касније је прилагођен музичарима.

## Уметност ментално болесних
Интересовање за уметност ментално оболелих, уз ону деце и ствараоце „сељачке уметности“, прва је показала група „Плави јахач“: Василиј Кандински, Август Меке, Франц Марк, Алексеј фон Јавленски и други. Оно што су уметници приметили у раду ових група била је изражајна моћ која је настала из њиховог уоченог недостатка софистицираности. Примери овога су репродуковани 1912. године у првом и једином броју њиховог издања, Der Blaue Reiter Almanac. Током Првог светског рата, Меке је убијен у Шампањи 1914, а Марк је убијен у Вердуну 1916; празнину коју су оставиле ове смрти донекле је попунио Пол Кле, који је наставио да црпи инспирацију из ових 'примитивних'.
Интересовање за уметност пацијената у менталне болнице наставило је да расте током 1920-их. Године 1921, др Валтер Моргенталер је објавио своју књигу Ein Geisteskranker als Künstler (Психијатријски пацијент као уметник) о Адолфу Велфлију, психотичном менталном пацијенту који се налазио у његовој надлежности. Волфли се спонтано почео бавити цртањем и чинило се да га је та активност смирила. Његово најистакнутије дело био је илустровани еп од 45 томова у којем је испричао сопствену имагинарну животну причу. Са 25.000 страница, 1.600 илустрација и 1.500 колажа, то је монументално дело. Волфли је произвео и велики број мањих дела, од којих су нека продата или поклоњена. Његов рад је изложен у Фондацији Адолфа Волфлија у Музеју ликовних уметности у Берну.
Одлучујући тренутак било је објављивање Bildnerei der Geisteskranken (Уметност ментално болесних) 1922. године, од стране Ханса Принзхорна. Ово је била прва формална студија психијатријских радова, заснована на компилацији хиљада примера из европских институција. Књига и уметничка збирка привукли су велику пажњу авангардних уметника тог времена, укључујући Пола Клеа, Макса Ернста и Жана Дибифеа.
Људи са извесним формалним уметничким образовањем, као и добро успостављени уметници нису имуни на менталне болести, а такође могу бити институционализовани. На пример, Вилијам Курелек, касније одликован Орденом Канаде за животно уметничко дело, као младић је примљен у Психијатријску болницу Модсли где је лечен од шизофреније. У болници је сликао, стварајући Лавиринт, мрачни приказ његове измучене младости. Премештен је из Модслија у болницу Нетерн од новембра 1953. до јануара 1955. да ради са Едвардом Адамсоном (1911–1996), пиониром уметничке терапије и творцем Адамсонове колекције.

## Жан Дубуфе иарт брут
Француског уметника Жана Дубуфеа посебно су задивиле скулптуре душевних болесника и започео је своју колекцију такве уметности, коју је назвао арт брут или сирова уметност. Године 1948, основао је предузеће Compagnie de l'Art Brut заједно са другим уметницима, укључујући Андре Бретона и Клода Леви-Строса. Колекција коју је основао постала је позната као Колекција спољне уметности, а кустос је био Славко Копач током скоро три деценије. Она садржи хиљаде дела и сада је стално смештена у Лозани, Швајцарска.

## Културни контекст
Интересовање за „аутсајдерске” праксе међу уметницима и критичарима двадесетог века може се посматрати као део већег нагласка на одбацивању устаљених вредности унутар модернистичког уметничког миљеа. Почетком 20. века настао је кубизам и дадаизам, конструктивистички и футуристички покрети у уметности, који су сви укључивали драматични покрет удаљавања од културних облика прошлости. Дадаиста Марсел Дишан је, на пример, напустио „сликарску“ технику да би омогућио случајним операцијама улогу у одређивању форме његових дела, или једноставно да реконтекстуализује постојеће „готове“ објекте као уметност. Уметници из средине века, укључујући Пабла Пикаса, тражили су инспирацију изван традиције високе културе, црпећи из артефаката „примитивних“ друштава, нешколоване уметности коју су стварала деца и вулгарне рекламне графике. Дубуфеово залагање за арт брут – ментално премећених и других на маргинама друштва – још један је пример авангардне уметности која доводи у питање успостављене културне вредности. Као и код анализе ових других уметничких покрета, актуелни дискурс указује на то да је арт брут урођено везан за примитивизам због своје сличности у позајмљивању личне „депатријације“ и егзотизације познатих, али страних форми.